# Ghiacciaio del Dôme
Il ghiacciaio del Dôme (pron. fr. AFI: [dom]; in francese, Glacier du Dôme) è un ghiacciaio del massiccio del Monte Bianco che scende dal versante sud del Dôme du Goûter.

## Descrizione
Il ghiacciaio prende forma appena sotto la vetta del Dôme du Goûter ad un'altezza di 4.300 m e scende molto pendente e crepacciato fino a confluire a circa 2.400 metri di altezza nel ghiacciaio del Miage.

## Percorso
La via normale italiana di salita al monte Bianco percorre per buona parte il ghiacciaio per raggiungere il colle di Bionassay e poi il Dôme du Goûter.
Il rifugio Francesco Gonella è costruito su uno sperone sopra il ghiacciaio.